# Ledeberg (ort i Belgien, Provincie Vlaams-Brabant)
Ledeberg är en ort i Belgien.   Den ligger i provinsen Flamländska Brabant och regionen Flandern, i den centrala delen av landet, 18 km väster om huvudstaden Bryssel. Ledeberg ligger 61 meter över havet och antalet invånare är 1 500.
Terrängen runt Ledeberg är huvudsakligen platt. Ledeberg ligger uppe på en höjd. Runt Ledeberg är det tätbefolkat, med 297 invånare per kvadratkilometer.. Närmaste större samhälle är Bryssel, 18,1 km öster om Ledeberg. 
Omgivningarna runt Ledeberg är en mosaik av jordbruksmark och naturlig växtlighet.